# Thomas Swann

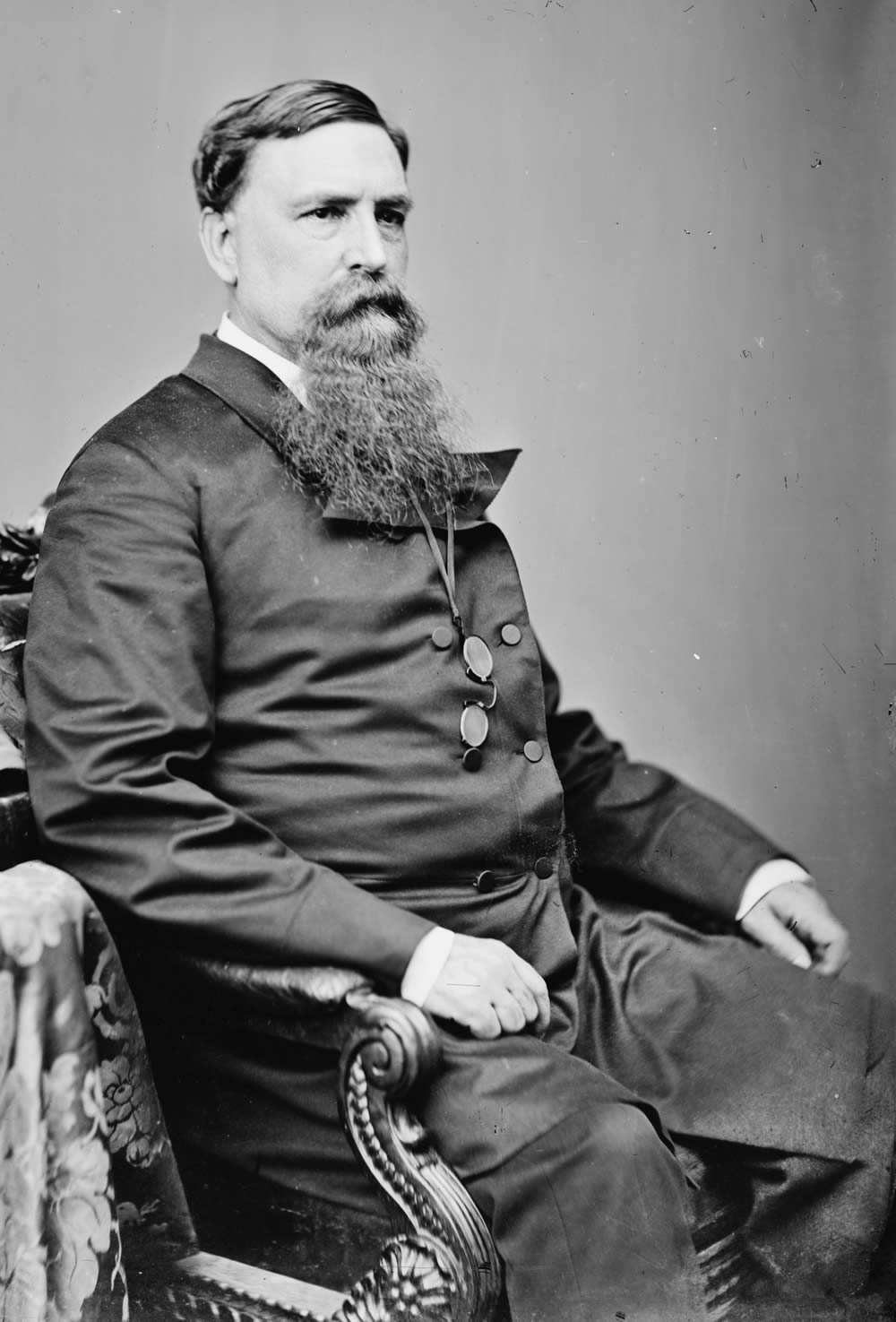
Thomas Swann

Thomas Swann (* 3. Februar 1809 in Alexandria, Virginia; † 24. Juli 1883 bei Leesburg, Virginia) war ein US-amerikanischer Politiker und von 1866 bis 1869 Gouverneur des Bundesstaates Maryland. Zwischen 1869 und 1879 vertrat er seinen Staat im US-Repräsentantenhaus.

## Frühe Jahre und politischer Aufstieg
Thomas Swann besuchte die heutige George Washington University in Washington, D.C. und dann bis 1827 die University of Virginia. Danach studierte er in der Kanzlei seines Vaters Jura. Im Jahr 1833 wurde er von Präsident Andrew Jackson als Sekretär an die amerikanische Botschaft in Neapel, die damalige Hauptstadt des Königreichs beider Sizilien, berufen. Nach seiner Rückkehr im Jahr 1834 zog er nach Baltimore. Zwischen 1847 und 1853 war er Präsident zweier Eisenbahngesellschaften, darunter die Baltimore and Ohio Railroad, und von 1856 bis 1860 war er Bürgermeister von Baltimore. Während seiner Amtszeit kam es dort zeitweise zu Unruhen, was zu Konflikten mit dem damaligen Gouverneur Thomas Watkins Ligon führte. Auf der anderen Seite wurden damals die Infrastruktur der Stadt und die Hafenanlagen ausgebaut. Während seiner Zeit als Bürgermeister von Baltimore war Swann Mitglied der sogenannten Know-Nothing Party. Nach deren Auflösung trat er um 1860 der Union Party bei, die sich für den Erhalt der Union einsetzte. Am 8. November 1864 wurde er zum neuen Gouverneur seines Staates gewählt. Thomas Swann war der erste und einzige Gouverneur von Maryland unter der im Jahr 1864 erlassenen neuen Staatsverfassung.

## Gouverneur von Maryland
Swann trat sein neues Amt am 10. Januar 1866 an. In diesem Jahr war er auch zum US-Senator gewählt worden. Diesen Posten lehnte er aber ab, weil er das Gouverneursamt vorzog. In seiner Amtszeit mussten die Folgen des Sezessionskrieges überwunden werden. Es gelang ihm, die radikalen Republikaner in die Opposition zu verbannen und eine Entrechtung der ehemaligen Anhänger des Südens zu verhindern. In dieser Zeit unterstützte er die Reconstruction-Politik von Präsident Andrew Johnson. Außerdem trat er in diesen Jahren der Demokratischen Partei bei. Damals wurden auch die Hafenanlagen in Baltimore ausgebaut und eine erneute Verfassungsreform vorgenommen, die 1867 in Kraft trat.

## Weiterer Lebenslauf
Nach dem Ende seiner Gouverneurszeit wurde Swann ins US-Repräsentantenhaus gewählt. Dort vertrat er zwischen 1869 und 1879 seinen Bundesstaat. Er war zeitweise Vorsitzender des Ausschusses für auswärtige Angelegenheiten. Nach dem Ende seiner Zeit im Kongress zog sich Swann aus der Politik zurück. Er starb im Juli 1883. Thomas Swann war zweimal verheiratet und hatte insgesamt fünf Kinder.